# Михаэль, Артур
Артур Михаэль (англ. Arthur Michael; 7 августа 1853, Буффало — 8 февраля 1942, Орландо) — американский химик-органик, известен по открытой им реакции Михаэля.
Член Национальной академии наук США (1889).

## Биография
Артур Михаэль родился 7 августа 1853 года в Буффало, штат Нью-Йорк, в состоятельной семье Клары (урожд. Пиннер) и Джона Михаэль. Он учился в школе Бриггс в Буффало, где в то время не проводилось уроков химии, но Михаэлю удалось получить основные навыки по этому предмету от местного учителя, эксперименты он проводил в домашней лаборатории, оборудованной его отцом.
Из-за тяжелой болезни Михаэль, планировавший поступить в Гарвард, летом 1871 года отправился с семьей в длительное путешествие в Европу, решив остаться учиться в Германии. Несмотря на весьма скромную подготовку в области химии, Михаэлю удалось устроиться работать в химическую лабораторию профессора А. В. Гофмана в Берлинском университете. Через год Михаэль переехал в Гейдельберг, где в течение двух лет обучался под руководством Р. В. Бунзена. Вернувшись в Берлин в 1876 году, Михаэль в течение последующих двух лет выполнил и опубликовал обширную серию блестящих и важных исследований. Своё образование Михаэль завершил в 1879—1880 годах в парижской École de Médecine под руководством Ш. А. Вюрца.
Вернувшись в Соединённые Штаты в 1880 году, Михаэль стал профессором химии в колледже Тафтс, где он преподавал в 1882—1889. Там Михаэль встретил Хелен Эббот, которая была одной из его студенток, и в 1888 году женился на ней. После нескольких лет в Англии, где пара работала в личной лаборатории на острове Уайт, они в 1894 году вернулись в Соединённые Штаты, где Михаэль снова преподавал в Тафтс, оставив его в 1907 году в звании почетного профессора.
В 1912 году Артур Михаэль получил статус профессора органической химии в Гарварде, здесь он имел возможность не читать лекционных курсов, а лишь работал в лаборатории в Ньютон-центре, имел личных помощников и аспирантов. В 1936 году Артур Михаэль получил звание почетного профессора Гарварда.
Артур Михаэль скончался 8 февраля 1942 года, в Орландо, Флорида, на 89-м году жизни. Его жена умерла в 1904 году от гриппа. У них не было детей.

## Вклад в науку

### Экспериментальные исследования
В 1879 Михаэлю первому удалось получить гликозид хелицид, методика синтеза которого стала использоваться для получения веществ этого класса соединений. В 1887 году он открыл возможность присоединения реагентов с активной метиленовой группой к α,β-ненасыщенным сложным эфирам и карбонильным соединениям, названной впоследствии реакцией Михаэля. В 1900 Михаэль открыл семиокись хлора.

### Вклад в теоретическую химию
Размышляя о происхождении химических элементов, Михаэль придерживался идей о химической эволюции, согласно которой элементы появились в последовательном порядке в зависимости от величины свободной энергии, запасенной в атоме.
При рассмотрении химической реакции Михаэль отталкивался от идеи Ф. А. Кекуле, считая первым этапом процесса столкновение двух молекул, привлеченных друг к другу благодаря их химическому сродству, с образованием двойной молекулы, стабильность которой определяется степенью преобразования свободной химической энергии двух разных молекул в энергию связи и тепло.
Михаэль был также хорошо известен работами, посвященными приложению термодинамики к органической химии. Он перефразировал второй закон термодинамики, говоря об увеличении энтропии, имевшем место в каждой спонтанной химической реакции, как о «химической нейтрализации», понимая под этим нейтрализацию свободной энергии реагирующих атомов. Согласно его теории, величина химической нейтрализации напрямую зависит от величины преобразования свободной энергии в энергию связи. Его теория объяснила молекулярные перегруппировки, реакции присоединения и замещения, таутомерию и стереохимию процессов.
Многие работы Михаэля посвящены несимметричному присоединению, направление которого объясняется сформулированным им же «+\-» правилом. Согласно ему максимальная нейтрализация достигается за счет присоединения электроотрицательного атома или группы к более электроположительному атому ненасыщенной молекулы и наоборот. «+\-» правило было подтверждено при синтезе малоновых и ацетоуксусных эфиров. При этом образование определённого продукта зависит от химического сродства атомов. В этом заключается предложенный Михаэлем «принцип распределения».

### Критика принятых взглядов
Другим важным вкладом, возможно, наравне с его термодинамической теорией в её непосредственном влиянии на органическую химию, была роль Артура Михаэля в качестве критика.
Так он отказался принять работы Й. Вислиценуса о теории геометрической изомерии Вант-Гоффа, которая, по его мнению, была недоказанной гипотезой, так как базировалась чисто на механизмах и геометрии, а не на термодинамических факторах. Он опровергал утверждение о том, что присоединение к ненасыщенным молекулам обязательно проходит в цис-направлении и доказал это в серии экспериментов, в которых доминировало транс-присоединение.
В 1889 Михаэлю удалось доказать реакционную способность метиленовых групп в β-сульфонильных сложных эфирах, опровергнув тем самым принятые взгляды Виктора Мейера о том, что сульфоновую группу нельзя сравнивать с карбонильной. В 1920 году он, следуя своей теории о сродстве и энергии, исследовал механизмы пинаконовой и бензоиновой перегруппировок, и пришёл к выводу, что принятая интерпретация М. Тиффно химически невозможна.
Описание процессов циклизации согласно гипотезе напряжений A. Байера не рассматривало ни химическое сродство и энергетические отношения, ни влияние боковых групп, и как следствие не было для Михаэля убедительным. Так, аму удалось получить соединение с четырёхчленным циклом, посредством взаимодействия этилового натриймалоната с этилцитраконатом, тем самым доказав, что при наличии определённых боковых групп циклобутил-производные так же легко образуются, как и любые производные пяти- или шестичленных циклов.
Результаты Михаэля доказали необходимость объединения термодинамических принципов со структурной теорией, выявления тесной связи между энергетическими отношениями и химическим поведением, что в конечном итоге привело к более глубокому пониманию органической химии и разработке общей теории органических реакций.

## Интересы
Одним из главных интересов Михаэля было древнее и средневековое искусство, он имел коллекцию раннего американского серебра, которую он завещал Смитсоновскому институту, а оставшуюся часть своей коллекции, среди которой множество предметов востока — Художественной галерее Олбрайт в Буффало.
В юности Артур Михаэль увлекался альпинизмом и часто проводил каникулы в горах.

## Личные качества
Михаэля вспоминают как энергичного, проворного, но при этом застенчивого человека, глубоко погруженного в своих научные и художественные занятия. Он избегал публичности. Как преподаватель, он умел стимулировать и вдохновлять, стремился к тщательности и точности. Михаэль очень любил детей, но никогда не имел своих. Поэтому он завещал остаток своего значительного имущества трем учреждениям в Буффало по уходу за искалеченными, слепыми и нуждающимися детьми.

## Награды и звания
- Почетный профессор колледжа Тафтс (1907)
- Почетный профессор Гарвардского университета (1936)